# Magischer Name
Ein magischer Name ist ein religiöser Name, der von Angehörigen verschiedener Traditionen westlicher Esoterik beim Eintritt in die Gruppe angenommen wird. Zu diesen Gruppen gehören insbesondere Wicca und andere neopagane Richtungen.

## Herkunft
Die Praxis entwickelte sich analog zu den bei christlichen Mönchen und Nonnen bei der Aufnahme angenommenen Ordensnamen zunächst bei weltlichen Orden wie den barocken Dichterorden, etwa dem Pegnesischen Blumenorden, dessen Mitglieder sich (lateinische) Namen mit Bezug zu Blumen und Flora gaben. In der Freimaurerei (insbesondere in der Strikten Observanz) und anderen Geheimgesellschaften wie den Illuminaten wurden Ordensnamen vor allem zur Verschleierung der Identität, also als Pseudonyme verwendet.
Im England des 19. Jahrhunderts wurde es im Hermetic Order of the Golden Dawn und ähnlicher Orden wie zum Beispiel der Societas Rosicruciana in Anglia üblich, beim Eintritt in den Orden einen magischen Namen anzunehmen, der oft die Form eines Wahlspruchs hatte, so nannte sich Aleister Crowley bei seinem Eintritt in den Golden Dawn Perdurabo („Ich werde durchhalten“). Die Praxis, ein magisches Motto zu wählen, wurde dann auch von den von Crowley begründeten Orden des Astrum Argenteum, dem Ordo Templi Orientis und von da aus von weiteren Gruppen der Thelema-Tradition übernommen.

## Verwendung im Wicca
Ein magischer Name im Wicca (im Englischen craft name) kann dazu dienen, die Privatsphäre zu schützen, sich einem speziellen Pfad zu verschreiben oder die Zugehörigkeit zu einem Coven zu zeigen. Viele Personen haben mehrere magische Namen, die unterschiedlich verwendet werden, etwa 
- einen offenen Namen, der für gemeinsame Zeremonien und bei Kontakten mit der Außenwelt genutzt wird,
- einen Coven-Namen, der innerhalb eines Coven genutzt wird und
- einen Geheimnamen, der nur bei allein durchgeführten Ritualen genutzt wird und niemandem sonst bekannt ist.[1]

Im britischen traditionellen Wicca, vor allem in der gardenischen und alexandrischen Tradition, werden magische Namen heute meist nur noch aus spirituellen Gründen angenommen. In den Anfängen der gardenischen Tradition war der Schutz der eigenen Identität durchaus noch von Bedeutung, da das Praktizieren von Hexerei bis 1951 in England durch den Witchcraft Act von 1735 verboten war.
Obgleich es in vielen Traditionen immer noch üblich ist, drei magische Namen zu tragen, werden heute von vielen Personen nur noch zwei Namen, der offene Name und der Coven-Name oder sogar nur der Coven-Name genutzt.
Die folgende Liste führt die magischen Namen einiger bekannter Personen des Wicca auf:
- Ameth – Doreen Valiente, bekannteste Hohepriesterin des Bricket Wood Coven und Autorin zum Thema Wicca.
- Aradia – Phyllis Curot, Hohepriesterin des Wicca und Anwältin die mit dafür sorgte, dass Wicca in den USA als Religion anerkannt wurde und bei der U.S. Army als Konfession angegeben werden kann.
- Artemis – Eleanor Bone, Vertraute von Gardner und Begründerin der Whitecroft-Linie.
- Dafo – die Initiatorin von Gerald Gardner, bei der es sich mit an Sicherheit grenzender Wahrscheinlichkeit um Edith Woodford-Grimes handelt.[4]
- Robat – Raymond Buckland, Autor zum Thema Wicca und Hexentum; Begründer des Seax-Wicca.[5][6]
- Scire – Gerald Gardner, oft fälschlicherweise als Gründer des Wicca bezeichnet; Begründer des Gardenischen-Wicca.[7]
- Silver RavenWolf – Jenine E. Trayer, Autorin zum Thema Wicca.
- Starhawk – Miriam Simos, Autorin des Wicca-Klassikers The Spiral Dance und bekannte Feministin.
- Tanith – Lois Bourne, Hohepriesterin des Bricket Wood Coven.
- Thelema – Patricia Crowther, Autorin zum Thema Wicca und Künstlerin, die die Hexenrunen entworfen hat.
- Verbius – Alex Sanders, Begründer des Alexandrischen-Wicca.